# Guy Le Strange

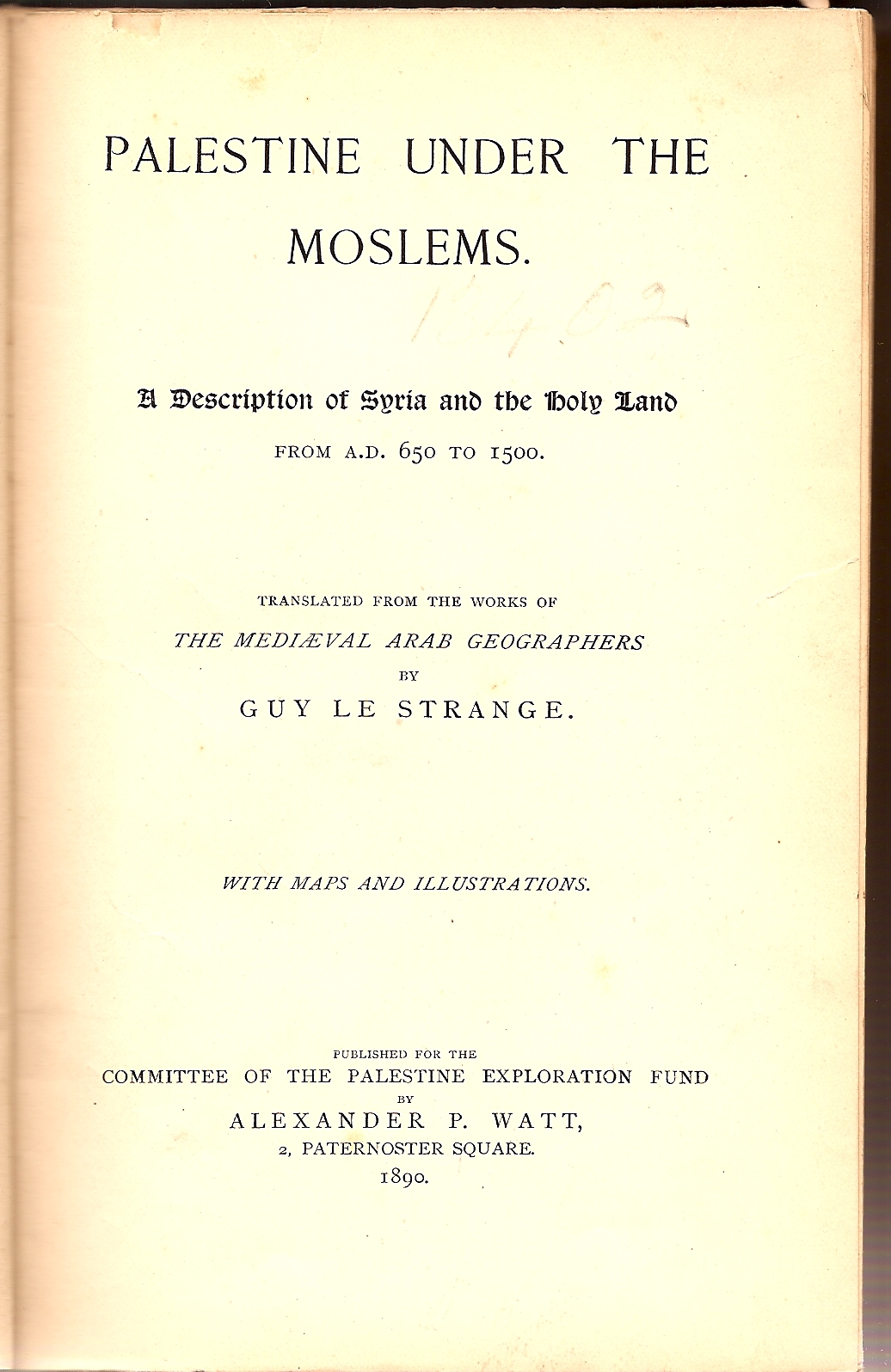
Palestina bajo los musulmanes: Una Descripción de Siria y la Tierra Santa desde A.D. 650 a 1500

Guy Le Strange (24 de julio de 1854 – 24 de diciembre de 1933) era un orientalista británico especialmente famoso por su trabajo en el campo de la geografía histórica de Oriente Medio  y las tierras islámicas orientales así como por su edición de textos geográficos persas. Fue profesor de persa, árabe y español.
Nacido en Bruselas, Bélgica, era el hijo menor Henry L'Estrange Styleman Le Strange de Hunstanton, Norfolk. Falleció en Cambridge.

## Trabajos
- SCHUMACHER, Gottlieb; OLIPHANT, Laurence; LE STRANGE, Guy (1889). Across the Jordan; being an exploration and survey of part of Hauran and Jaulan. Londres: Watt.

- LE STRANGE, Guy (1890). Palestine Under the Moslems: A Description of Syria and the Holy Land from A.D. 650 to 1500. Londres: Fondo para la Exploración de Palestina. OCLC 1004386.
- Le Strange, Guy (1900). Baghdad during the Abbasid Caliphate: from contemporary Arabic and Persian sources. Oxford: Clarendon Press.
- Le Strange, Guy (1922). Baghdad during the Abbasid Caliphate: from contemporary Arabic and Persian sources (2 edición). Oxford: Clarendon Press.
- Le Strange, Guy (1903). Mesopotamia and Persia under the Mongols, in the fourteenth century A.D. From the Nuzhat-al-Ḳulūb of Ḥamd-Allah Mustawfī. London: Royal Asiatic Society. OCLC 5235794.
- Le Strange, Guy (1905). The Lands of the Eastern Caliphate: Mesopotamia, Persia, and Central Asia, from the Moslem Conquest to the Time of Timur. New York: Barnes & Noble, Inc. OCLC 1044046. + Índice
- Ibn al-Furat; Le Strange (1900). «The Death of the Last Abbasid Caliph, from the Vatican MS. of Ibn al-Furat». Journal of the Royal Asiatic Society 32: 293–300.